# 棋梓桥站
棋梓桥站位于湖南省湘乡市棋梓镇，是沪昆铁路上的火车站。车站由广州局集团娄底车务段管辖，目前仅办理整车普通货物到发业务，为湘乡市较大的车站之一:355。

## 概要
1959年10月湘黔铁路河西至娄底段修复工程完工，棋梓桥站随之于1960年通车:504，1965年正式开站，当时站内设有4条到发线。同年车站通往白云石矿、长2.05公里的专用线通车。1964年车站建成至湘乡水泥厂、长17.5公里的专用线，1972年又建成至棋梓磷肥厂的专用线，长2公里；1983年建成至县建筑材料厂的专用线、长1.12公里:355。
棋梓桥站设有Ⅰ、Ⅱ、3、4、6、8道共6条到发线，10、12、14道为存车线暨货车交接线，另设有一条长380米的牵出线。车站站场由于临近溪口水库，曾发生多次路基坍塌的现象。
车站货场位于棋毛公路旁，内设2650平方米的散堆场、货物线1条、230平方米的仓库及2个货位，主要办理发到货物品类为非金、矿建、水泥、金矿及粮食类。车站目前设有通往棋梓桥水泥、成美水泥、湘钢鑫通炉料及韶峰南方水泥的专用线。